# عدد سرایت پایه
| بیماری                                              | انتقال           | عدد سرایت |
| --------------------------------------------------- | ---------------- | --------- |
| سرخک                                                | تنفس             | ۱۲–۱۸     |
| دیفتری                                              | بزاق             | ۶–۷       |
| آبله                                                | ذرات تنفسی       | ۵–۷       |
| فلج اطفال                                           | مسیر دهانی-مقعدی | ۵–۷       |
| سرخجه                                               | ذرات تنفسی       | ۵–۷       |
| اوریون                                              | ذرات تنفسی       | ۴–۷       |
| سیاه‌سرفه                                            | ذرات تنفسی       | ۵٫۵       |
| اچ‌آی‌وی/ایدز                                         | تماس جنسی        | ۲–۵       |
| نشانگان تنفسی حاد                                   | ذرات تنفسی       | ۲–۵       |
| بیماری کروناویروس ۲۰۱۹                              | ذرات تنفسی       | ۱٫۴–۳٫۸   |
| آنفلوآنزا (دنیاگیری ۱۹۱۸ آنفلوآنزا)                 | ذرات تنفسی       | ۲–۳       |
| بیماری ویروسی ابولا (همه‌گیری ابولا ۲۰۱۴ غرب آفریقا) | مایعات بدن       | ۱٫۵–۲٫۵   |
| نشانگان تنفسی خاورمیانه                             | ذرات تنفسی       | ۰٫۳-۰٫۸   |

عدد سرایت

در ویروس شناسی عدد سرایت پایه یا همان عدد مولد پایه (انگلیسی: Basic reproduction number)، نرخ شیوع یا سرایت یا عدد آر(R0) شاخصی است برای اندازه‌گیری توان شیوع یه عامل بیماری‌زا و متوسط تعداد افرادی است که فقط توسط یک فرد آلوده می‌تواند عامل عفونی را به آنها سرایت دهد. برای مثال سرخک در جامعه‌ای بدون مصونیت یکی از بالاترین عددهای سرایت را دارد و هر فرد می‌تواند بطور متوسط پانزده نفر دیگر را آلوده کند. اگر عدد سرایت بالای یک باشد، موارد ابتلا تصاعدی بالا می‌روند ولی اگر این عدد کم باشد، موارد جدید ابتلا برای ادامه شیوع کافی نیست و بیماری بتدریج فروکش می‌کند.
سرخک که مسری ترین ویروس شناخته شده در جوامع بشری است، نرخ شیوعی ببن ۱۲ تا ۱۸ دارد، به این معنی که هر فرد آلوده قادر است ۱۲ تا ۱۸ نفر را مبتلا کند. آنفولانزای اسپانیایی که در سال ۱۹۱۸ جان پنجاه ملیون نفر را گرفت، نرخ شیوعی بین ۱،۴ تا ۲،۸ داشت. بیماری کووید۱۹ هم نرخی نزدیک به ۵،۷ را به خودش اختصاص داده.